# Рест Хејвен (Џорџија)
Рест Хејвен (Џорџија) (енгл. Rest Haven) град је у америчкој савезној држави Џорџија. По попису становништва из 2010. у њему је живело 62 становника.

## Демографија
Према попису становништва из 2010. у граду је живело 62 становника, што је 89 (58,9%) становника мање него 2000. године.
| Група             | 2000.       | 2010.      |
| Белци             | 136 (90,1%) | 54 (87,1%) |
| Афроамериканци    | 4 (2,6%)    | 1 (1,6%)   |
| Азијати           | 1 (0,7%)    | 0 (0,0%)   |
| Хиспаноамериканци | 6 (4,0%)    | 6 (9,7%)   |
| Укупно            | 151         | 62         |